# Adoration de l'Enfant (Bosch)
Pour les articles homonymes, voir Adoration de l'Enfant.
Adoration de l'Enfant est un tableau du peintre néerlandais attribué à Jérôme Bosch (v. 1453-v. 1516). Cependant, des analyses dendrochronologiques ont permis de déterminer que sa réalisation était postérieure à 1568, soit près de cinquante ans après la mort de l'artiste. Frédéric Elsig propose de l'attribuer à un élève de Bosch, Gielis Panhedel.
Il est actuellement exposé au Wallraf-Richartz Museum de Cologne.
Comme plusieurs autres tableaux de Bosch, il représente la Vierge Marie et l'Enfant Jésus.